# Claudio Beauvue
Claudio Beauvue (ur. 16 kwietnia 1988 w Saint-Claude) – gwadelupski piłkarz występujący na pozycji napastnika w hiszpańskim klubie Celcie Vigo.